# Lamara Chkonia
Lamara Chkonia, giorgiano:ლამარა გრიგოლის ასული ჭყონია; russo:Ламара Григорьевна Чкония; (Batumi, 27 dicembre 1930 – Tbilisi, 14 marzo 2024), è stata una cantante lirica e soprano georgiana, una delle poche cantanti d'opera a sfondare durante l'Unione Sovietica la cortina di ferro e a mostrare il suo talento alla comunità culturale mondiale. Fu deputata del Soviet Supremo dell'Urss dal 1979 al 1984.

## Biografia
Nacque il 27 dicembre 1930 a Batumi, in Georgia, all'epoca parte dell'Unione Sovietica, in una famiglia con tradizioni legate al teatro e alla musica. Suo zio Akaki Chkonia, un noto scrittore e direttore del Teatro dell'Opera e del Balletto Zakarya Palyashvili di Tbilisi, fu giustiziato nel 1937 durante le purghe dell'NKVD. Al Conservatorio Statale di Musica di Wano Sarajisvili a Tbilisi, Lamara studiò con Valerian Kashakaszvili, esibitosi per anni alla Scala di Milano e in altri teatri d'opera in Italia, il che influenzò il suo fascino per la scuola d'opera italiana. Si diplomò al Conservatorio di Stato di Tbilisi nel 1956.

## Carriera
Negli anni 1956-1960 cantò nell'Opera di Tbilisi e, dopo molti successi, fu ingaggiata come solista principale all'Opera Nazionale Taras Shevchenko dell'Ucraina a Kiev, dove lavorò negli anni 1960-1968. Nel 1968 tornò all'Opera di Tbilisi come solista. Fu anche invitata ad esibirsi in altre opere e teatri, tra cui il Teatro Mariinsky di San Pietroburgo e il Teatro Bolshoi di Mosca.
Fu vincitrice di numerosi concorsi canori nazionali e internazionali, tra cui nel 1960 il Concorso Internazionale di Canto M.I. Glinka a Mosca e il concorso vocale durante il Festival della Primavera di Praga in Cecoslovacchia. Nel 1963 vinse il Concorso Internazionale per Giovani Cantanti Lirici a Sofia, e nel 1967 il Grand Prix e il Premio del Pubblico al Concorso Internazionale Madame Butterfly di Nagasaki. Fu la prima cantante della Georgia a vincere un concorso canoro internazionale, rendendo internazionale l'arte e la cultura della Georgia e dell'Ucraina.

### Successo internazionale

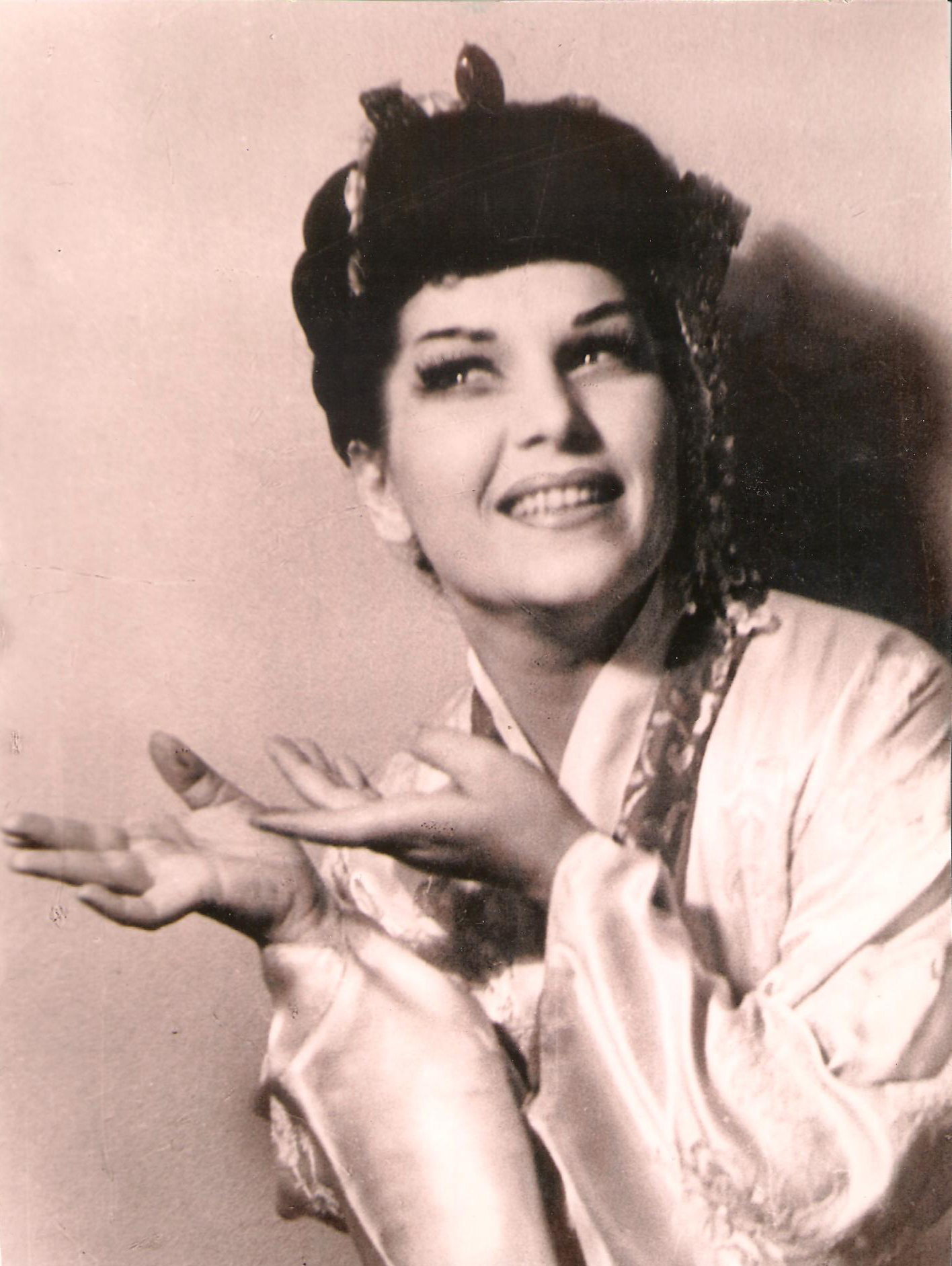
Lamara Chkonia - Madame Butterfly, Kiev (1968)

Nel 1976 insegnò al Conservatorio Statale di Musica di Tbilisi e, nello stesso anno, venne insignita del titolo di Artista del Popolo dell'URSS, la più alta onorificenza artistica dell'epoca. Dal 1979 al 1984 divenne deputata del Soviet Supremo dell'URSS.
La cantante fu costantemente invitata a concerti ufficiali statali e privati, dove il sup canto fu ascoltato da grandi personalità come Nikita Khrushchev, Leonid Brezhnev, Josip Broz Tito, Indira Gandhi, François Mitterrand, John F. Kennedy, Fidel Castro, Gustáv Husák, Yuri Gagarin, Todor Zhivkov, Erich Honecker, Nicolae Ceaușescu, János Kádár, Mikhail Gorbaciov, Eduard Shevardnadze. Fu spesso ospite di programmi televisivi di stato e il suo nome venne incluso nella Grande enciclopedia sovietica. Venne anche insignita dell'Ordine del Distintivo d'Onore (1974).
Con circa 40 ruoli operistici, il repertorio di Chkonia spaziò dai ruoli principali de La Traviata di Verdi, Madama Butterfly di Puccini, Gilda nel Rigoletto di Verdi, Marguerite nel Faust di Gounod, fino a Rosina ne Il barbiere di Siviglia di Rossini e il ruolo principale di Daisi di Zakaria Paliashvili. Realizzò molte incisioni discografiche, tra cui 15 album contenenti oltre 250 brani con la radio nazionale di Mosca, Tbilisi e Kiev e con la partecipazione delle migliori orchestre sinfoniche dell'Unione Sovietica. Girò la Finlandia, l'Italia, il Canada, il Portogallo, la Romania, la Spagna, la Germania, il Giappone, la Repubblica Ceca, la Slovacchia, la Bulgaria, l'Ungheria, l'Austria, la Svizzera e altri paesi. Venne molto apprezzata dalla critica di tutto il mondo. 

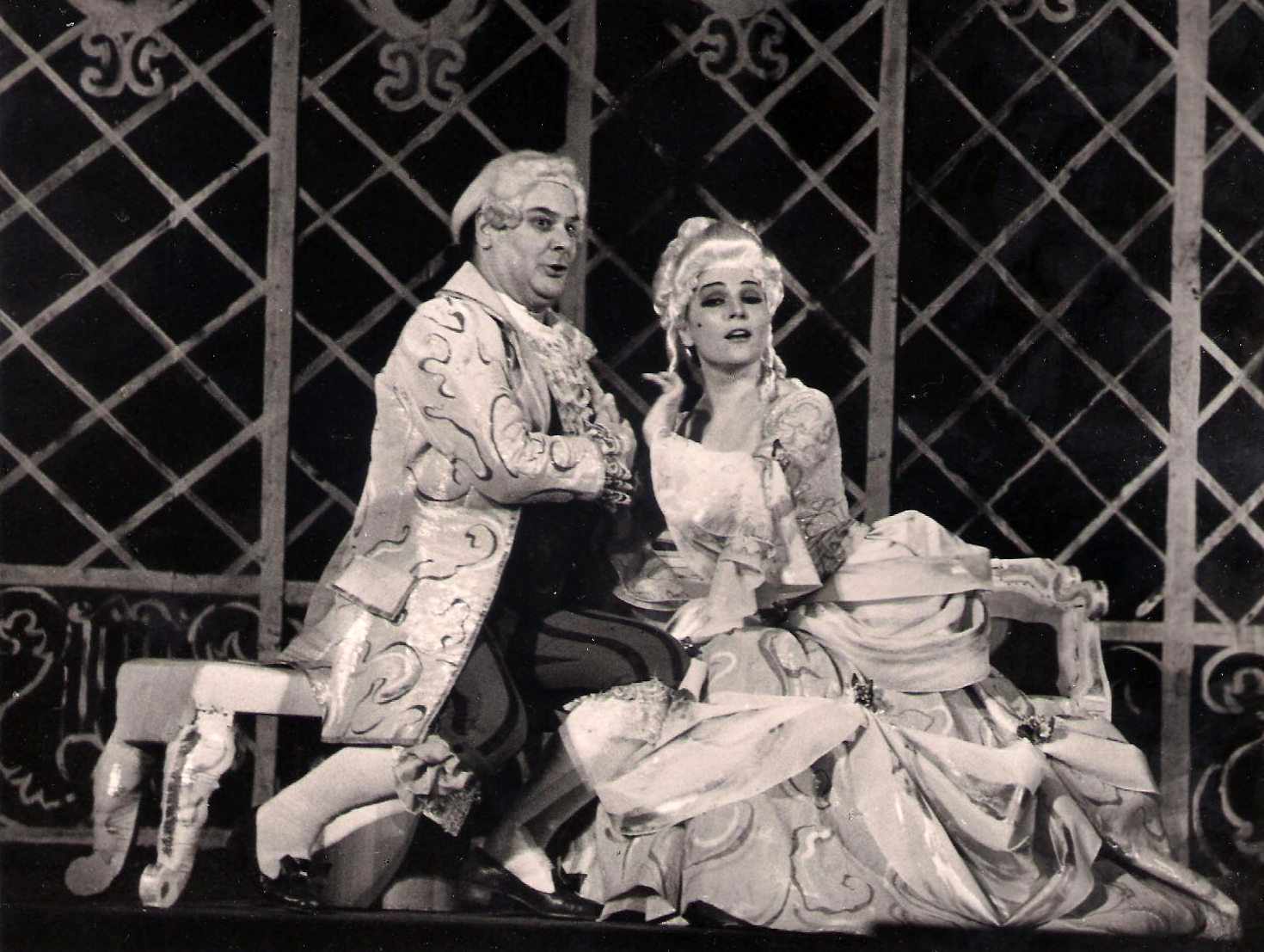
Lamara Chkonia - Rosina, Kiev 1968

Nel 1984, la Commissione per l'istruzione superiore dell'URSS le conferì il titolo di professoressa al Conservatorio statale di musica di Tbilisi.
Nel 1996 si trasferì a Madrid per vivere con la figlia più giovane, il soprano Eteri Lamoris. Continuò a insegnare, formando molti cantanti lirici, tra cui le sue figlie, Eteri Lamoris e Natela Nicoli.
Nel 2011 fu insignita dell'Ordine della Regina Tamara e dell'Ordine Presidenziale di Eccellenza. Sempre quell'anno, Lamara Chkonia festeggiò il suo 80º compleanno con un recital al Teatro dell'Opera di Kiev. Durante la cerimonia, l'artista venne insignita dell'Ordine della Chiesa Ortodossa di Santa Barbara Martire e della stella a dodici punte "Credo".
Morì a Tsilbi il 14 marzo 2024 all'età di 93 anni. Fu sepolta il 19 marzo 2024.

## Premi e riconoscimenti
- Vincitore del concorso vocale Glinka di tutta l'Unione (3º premio, Mosca, 1960)
- Vincitore del concorso vocale del Festival Internazionale di Musica "Primavera di Praga" (1960)
- Vincitore del Concorso Internazionale per Giovani Cantanti Lirici di Sofia (3º premio, 1963)
- Vincitore del Concorso Internazionale Madama Butterfly di Tokyo (2º premio, 1967, miglior interpretazione di Cio-Cio-san).
- Artista del popolo della RSS Ucraina (1963)[16]
- Artista onorario della RSS Ucraina (1963)[17]
- Artista del popolo della RSS Georgiana (1970)
- Artista del popolo dell'URSS (1976)
- Ordine del Distintivo d'Onore (1974)
- Ordine Presidenziale della Radiosità (Georgia, 2011)
- Ordine della Regina Tamar (Georgia, 2011)[18]
- Ordine di Santa Barbara la Grande Martire (UOC-MP, 2011)
- Stella a dodici punte "Credo" – "per il contributo allo sviluppo della società" (organizzazione pubblica "Grands of Ratings and Nominations" (GREEN), 2011)
- Premio Cigno D'Oro (Italia, 2011)